# جوزيف آرثر أنكره
الجنرال جوزيف آرثر أنكره (بالإنجليزية: Joseph Arthur Ankrah) (18 أغسطس 1915 - 25 نوفمبر 1992) سياسي غاني شغل منصب عدة مناصب سياسية من ضمنها شغل منصب رئيس منظمة الوحدة الأفريقية في الفترة من 24 فبراير 1966الى 5 نوفمبر 1966.

## روابط خارجية
- جوزيف آرثر أنكره على موقع مونزينجر (الألمانية)